# Heinrich Scheidemann
Heinrich Scheidemann, også: Henricus Scheidemann (født omkring 1596 i Wöhrden, død 1663 i Hamborg) var en tysk komponist, organist og musiklærer.

## Liv og virke
Scheidemann var søn af David Scheidemann, som var organist i Wöhrden og fra 1604 ved Katharinenkirche i Hamborg, og fik sandsynligvis den første musikundervisning af ham. Fra 1611 til 1614 tog Scheidemann sammen med sin ven Jacob Praetorius et treårigt studium hos Jan Pieterszoon Sweelinck i Amsterdam. Studiet var finansieret af Katharinenkirche og begrundelsen var, at deres fremtidige organist skulle gå i lære hos en af tidens allerbedste organister.
I 1629 blev Scheidemann faderens efterfølger som organist ved Katharinenkirche, en post han selv beholdt sin død. Scheidemann fik stor betydning i Hamborgs musikliv og blev regnet som en fremragende orgelmester. Han var en meget brugt orgelekspert og prøvespillede talrige orgler i det nordtyske område. Hans mest betydelige elev var Johann Adam Reincken, som overtog orgelposten ved Katharinenkirche efter Scheidemanns død.
Heinrich Scheidemann regnes som en af grundlæggerne af den nordtyske orgelskole. Han kombinerede Sweelincks stil med den nordtyske baroktradition og er den vigtigste komponist af orgelmusik i begyndelsen af 1600-tallet. Kompositionerne omfatter hovedsagelig preambuler (præludier; koralforspil), koraler for orgel, magnificater, kyrier og dansesatser.

## Værker i udvalg

### Orgelværker
- Magnificat I. Toni (4 Vers)
- Magnificat II. Toni (4 Vers)
- Magnificat III. Toni (4 Vers)
- Magnificat IV. Toni (4 Vers)
- Magnificat V. Toni (4 Vers)
- Magnificat VI. Toni (4 Vers)
- Magnificat VII. Toni (4 Vers)
- Magnificat VIII. Toni (4 Vers)
- Magnificat VIII. Toni (1 Vers)
- Praeambulum in C
- Praeambulum in G-Dur
- Praeambulum in d-Moll
- Fuge in d-Moll
- Verbum caro factum est
- Dixit Maria ad Angelum
- Benedicam Dominum in omni tempore
- Surrexit pastor bonus
- Te Deum laudamus
- Canzon in G